# ローラーガールズ・ダイアリー
『ローラーガールズ・ダイアリー』（原題：Whip It）は、2009年のアメリカ映画（日本公開は2010年）。女優ドリュー・バリモアの長編映画監督デビュー作品で、本人も出演している。原作はショーナ・クロスの『Derby Girl』。米国で1960年代から流行したローラーダービーを題材とした映画である。

## ストーリー
テキサスの田舎町で暮らす17歳のブリスは、母親に言われるまま、美人コンテストに出場している。そんな彼女は、ある日友人のパシュとローラーダービーの観戦に行き、すっかり魅了される。彼女は、年齢を偽わり、家族にも内緒でハール・スカウツの新人テストに参加し、合格する。

## キャスト
※括弧内は日本語吹替
- ブリス・キャヴェンダー - エリオット・ペイジ[注釈 1]（小松由佳）
- ブルック・キャヴェンダー - マーシャ・ゲイ・ハーデン（定岡小百合）
- マギー・メイヘム - クリステン・ウィグ（日野由利加）
- スマッシュリー・シンプソン - ドリュー・バリモア（よのひかり）
- アイアン・メイビン - ジュリエット・ルイス（山像かおり）
- “ホット・タブ”・ジョニー・ロケット - ジミー・ファロン（小森創介）
- アール・キャヴェンダー - ダニエル・スターン（石住昭彦）
- レイザー - アンドリュー・ウィルソン（英語版）
- ローザ・スパークス - イヴ
- パシュ - アリア・ショウカット
- ブラディ・ホリー - ゾーイ・ベル
- オリヴァー - ランドン・ピッグ（英語版）
- エヴァ・デストラクション - アリ・グレイナー
- シャニア・キャヴェンダー - ユーレイラ・シール
- バードマン - カルロ・アルバン